# Роккафорте-Лигуре
Роккафорте-Лигуре (итал. Roccaforte Ligure) — коммуна в Италии, располагается в регионе Пьемонт, в провинции Алессандрия.
Население составляет 183 человека (2008 г.), плотность населения составляет 9 чел./км². Занимает площадь 21 км². Почтовый индекс — 15060. Телефонный код — 0143.
Покровителем коммуны почитается святой Георгий, празднование 23 апреля.

## Демография
Динамика населения:

## Администрация коммуны
- Официальный сайт: